# 孫文越飛宣言
《孫文越飛宣言》，簡稱《孫越宣言》，是孫文與蘇聯外交部副部長越飛1923年1月16日於上海見面，商談中俄兩黨合作問題後，於1923年1月26日所共同發表之宣言。主要內容包括共同努力促成民國統一，而強調共產主義和蘇維埃制度不適用於中國，并同意蘇聯無意進行帝國主義侵略下讓蘇军继续留驻外蒙古，且不允許外蒙古以獨立國名義參與中蘇會談。但事實上，蘇聯在當時已於外蒙古駐軍，私設關卡，侵害中蒙商民。《宣言》標誌著孫文開始執行「聯俄容共」政策。
《孫文越飛宣言》共四條。首條稱，「共產主義甚至蘇維埃制度事實上均不能引用於中國」，而強調要努力促成民國的統一。次條稱，蘇俄準備及願意放棄帝政時代對中國一切不平等條約，另行商議訂立新約（「願意根據俄國拋棄帝政時代對華一切條約及強索權利之基礎，另行開始交涉」）。第三條，關於當時中東鐵路管理問題。第四條，越飛重申，蘇聯無意令外蒙古獨立於中國之外。

## 歷史
孫中山在第二次護法失敗後被迫離開廣東，抵達並居住在上海。孫中山後試圖獲得蘇聯援助，以利於中國國民黨改組及將來北伐的工作。而蘇聯亦希望聯合中國國民黨，來促成中國革命，於是由駐華全權代表越飛到上海與孫中山會面，後發表此宣言。此發表宣言之後，在蘇聯和共產國際努力遊說下，促成第一次國共合作。
一九二二年八月十二日，越飛和馬林同時抵達北京。越飛在北京周旋期間，將會見過孫逸仙的馬林派往南方。馬林在杭州主持中共中央會議，並命令中共執行聯合國民黨的政策後，親自旅滬會見孫先生。八月十二日，因陳炯明而失敗的孫中山抵達上海。馬林代表越飛攜中共領袖們到上海看望孫逸仙：八月十四日，孫中山到了上海，中共領袖們陳獨秀、李大釗、林伯渠和馬林多次訪問了孫中山。馬林將命令中共黨員加入國民黨的決定告訴孫逸仙，表示共產黨員要為國民黨的主義而奮鬥。越飛認為孫吳二人可實現民國的統一，他在八月二十五日致加拉罕的信中寫道：「現在他們正在進行談判，希望能達成一致的意見，由孫中山當民國總統，吳（佩孚）本人——任軍事部長兼總司令」。
九月六日，孫逸仙指定覃振、茅祖權等九人為規劃國民黨改進方略起草委員；十一月五日，孫逸仙派張繼赴北京與越飛會談，張繼攜帶著孫逸仙致越飛的信。十一月十五日，孫逸仙再召集改組會議，舉胡漢民等為修改宣言的起草委員；十二月十六日，召集各省國民黨員討論宣言，次日由孫逸仙酌定；一九二三年一月一日，國民黨宣言發表。一月二日，國民黨於上海召開改進大會。
最終，孫逸仙和越飛在1923年1月26日發表了著名的宣言，標誌著一個「聯俄」與「容共」的時代到來。

## 中文版全文

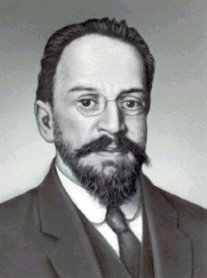
越飛

越飛君此次在滬，曾與孫逸仙博士會談數次，關於中俄關係各重要事件，意見一致，而下列數端尤著：
1. 孫逸仙博士認為共產組織甚至蘇維埃制度，事實上均不能引用於中國，因中國並無可使此項共產主義或蘇維埃制度可以成功之情形存在之故。此項見解，越飛君完全同意，且以為中國最重要最迫急之問題乃在民國的統一之成功，與完全國家的獨立之獲得。關於此項大事業，越飛君並向孫博士保證，中國當得俄國國民最摯熱之同情，且可以俄國援助為依賴。
2. 為明瞭此等地位起見，孫逸仙博士要求越飛君，再度切實聲明，一九二零年九月二十七日俄國對中國通牒中所列舉之原則。越飛君當即重行確認此等原則，並向孫博士切實宣稱：俄國政府準備且願意根據俄國拋棄帝制政府時代對華一切條約及強索權利之基礎，另行開始中俄交涉。上述各條約中，包括關於中東路之各項條約及協定在內。（關於此路之管理，上述通牒中第七條，曾特別敘述之。）
3. 因承認全部中東鐵路問題，只能於適當之中俄會議始克滿意解決。故孫逸仙博士以為，目前的實際情況，宜於該路之管理上覓一相當辦法，且與越飛君同意現行鐵路管理辦法，只能由中俄兩國政府不加成見，協商暫時改組，但不得損害兩方之真實權利與特殊利益。同時，孫逸仙博士以為，此點應與張作霖將軍商洽。
4. 越飛君向孫博士切實宣稱：（孫博士對於此層，完全滿意。）俄國現政府，決無，亦從無欲在外蒙實施帝國主義政策，或使其脫離中國之意與目的。孫博士因此以為，俄國軍隊不必立時由外蒙撤退，緣為中國實際利害與必要計。中國北京現政府庸弱無能，無力防止因俄兵撤退後，白俄反對赤俄之陰謀與抵抗行為之發生，而釀成一種較目下尤為嚴重之局面。

越飛君與孫逸仙博士以最親摯有禮之情形相別，彼將於離日本之際，重來南方，然後赴北京。
一九二三年一月二十六日 上海

（孫逸仙、越飛簽字）